# Bell’s Open 1986
Die Bell’s Open 1986 im Badminton fanden vom 4. bis zum 5. Oktober 1986 im Bell’s Sports Centre in Perth statt.

## Finalresultate
| Disziplin    | Sieger                      | Finalist                    | Ergebnis           |
| ------------ | --------------------------- | --------------------------- | ------------------ |
| Herreneinzel | Morten Frost                | Ib Frederiksen              | 15:6, 15:5         |
| Dameneinzel  | Caroline Gay                | Fiona Elliott               | 10:12, 11:7, 11:7  |
| Herrendoppel | Billy Gilliland Dan Travers | Andy Goode Miles Johnson    | 15:12, 18:14       |
| Damendoppel  | Sara Halsall Karen Beckman  | Helen Troke Fiona Elliott   | 15:0, 15:9         |
| Mixed        | Andy Goode Fiona Elliott    | Billy Gilliland Helen Troke | 4:15, 15:11, 17:15 |